# Save the Best for Last
Singles de Vanessa Williams
The Comfort Zone
(1991) Just for Tonight
(1992)
Clip vidéo
[vidéo] « Save the Best for Last », sur YouTube
Save the Best for Last est une chanson du mannequin et chanteuse américaine Vanessa Lynn Williams extraite de son deuxième album studio, intitulé The Comfort Zone et sorti aux États-Unis le 20 août 1991.
Le 14 janvier 1992, près de cinq mois après la sortie de l'album, la chanson a été publiée en single. C'était le troisième single tiré de cet album, après Running Back to You et la chanson-titre The Comfort Zone.
La chanson Save the Best for Last a passé cinq semaines à la première place aux États-Unis (dans le Billboard Hot 100). Elle a également atteint la 1re place au Canada (dans le RPM 100), la 1re place en Australie, la 3e place au Royaume-Uni, la 3e place en Suède, la 4e aux Pays-Bas, la 6e place en Suisse, la 7 place en Flandre (Belgique néerlandophone), la 15e place en Nouvelle-Zélande et la 19e place en Allemagne et en Autriche.
C'est la chanson la plus célèbre de Vanessa Williams, sa chanson phare.

## Composition
La chanson a été écrite par Phil Galdston, Wendy Waldman et Jon Lind. L'enregistrement a été produit par Keith Thomas.

## Utilisation dans d'autres œuvres
- Dans la bande originale du film Priscilla, folle du désert : générique de fin.